# Sportfreunde Stiller
Sportfreunde Stiller — немецкая рок-группа, созданная в Гермеринге близ Мюнхена в Баварии.

## История
Группа была образована в 1996 году Петером «Балбоа» Брюггером (Peter «Balboa» Brugger) (гитара, вокал), Флорианом Вебером «Ракетой» или «Фло» (Florian «Rakete» Weber) (ударные, вокал) и Анди Эрхардом (бас-гитара), которого впоследствии заменил Рюдигер «Рюде» («Rüde») Линхоф (бас-гитара, клавиши). Первоначальное название группы было «Stiller» — фамилия тренера Ханса Штиллера (Hans Stiller) по футболу команды, где играл Петер и Флориан. Но позже им пришлось переименоваться, так как неизвестная группа из Гамбурга уже имела права на это название.

## '54,'74,'90,20
В 2006 году они написали песню '54,'74,'90,2006, ставшую гимном болельщиков Германии в течение чемпионата мира по футболу и имевшую огромный успех в стране. Название песни представляет собой цифры, которые обозначают года, когда Германия была чемпионом мира по футболу: 1954, 1974 и 1990 года. Они составляют странную закономерность:
54 * 74 — 1990 = 2006
Но после проигрыша Германии в полуфинале против сборной Италии Sportfreunde Stiller переименовали свою песню в '54,'74,'90,2010:
1990 + 1974—1954 = 2010

## Другие проекты
В 2002 году Флориан Вебер с Маркусом Мессершмидтом (Markus Messerschmidt) играли в группе Bolzplatz Heroes. Петер Бруггер в начале 2006 года играл в группе Tip Top с Брудером Олли (Bruder Olli)

## Дискография

### Альбомы
- So wie einst Real Madrid (2000)
- Die gute Seite (2002)
- Burli (2004)
- LIVE (2004, Live-Album, auch als limitierte Doppel-CD erschienen)
- You have to win Zweikampf (2006)
- La Bum (2007)
- New York, Rio, Rosenheim (2013)
- Sturm & Stille (2016)
- Jeder nur ein X (2022)

### EP
- Macht doch was ihr wollt, ich geh jetzt! (1996)
- Thonträger (1998)
- Ans Ende denken wir zuletzt (2003)

### Синглы
- Wellenreiten '54 (1999)
- Fast wie von selbst (2000)
- Heimatlied (2000)
- Ein Kompliment (2002)
- Komm schon (2002)
- Tage wie dieser (2002)
- Siehst du das genauso? (2004)
- Ich, Roque (2004)
- 1. Wahl (2004, erschienen in zwei Versionen)
- Ein kleiner Schritt (2004)
- '54, '74, '90, 2006 (2006)
- Pogo in Togo (2006)
- Eine Liebe, die nie endet (2006)
- Alles Roger! (2007)
- Antinazibund (2008)
- Applaus, Applaus (2013)
- Das Geschenk (2016)

### DVD
- Ohren zu und durch (2003)

### Сплит-синглы
- Ready Sport — Go! (Dancing With Tears In My Eyes) (2000, с Readymade)
- Ready Sport — Go! 2 (Friday I’m in Love) (2001, с Readymade)
- Ready Sport — Go! 3 (Schwule Mädchen) (2002, с Readymade)